# Саркозин
Саркозин так же известен как N-метилглицин, (C3H7NO2) CH3—NH—CH2—COOH; представляет продукт распада креатина, кофеина, теобромина и некоторых других ксантиновых оснований. Искусственно получается при взаимодействии метиламина и монохлоруксусной кислоты:
ClCH2—COOH + NH2CH3 = CH3NH—CH2—COOH + HCl.
Саркозин кристаллизуется из воды в виде ромбических игл с нейтральной реакцией, сладкого вкуса; трудно растворяется в спирте, в эфире почти нерастворим; при 210—215° переходит в жидкое состояние.
Саркозин повсеместно встречается в биологических материалах и присутствует в таких продуктах, как яичные желтки, индейка, ветчина, овощи, бобовые и т.д.
Снижение уровня саркозина в крови может служить биомаркером старения у млекопитающих отражающим возрастные изменения метаболизма и протеостаза. При этом уровень саркозина увеличивается при диете с ограничением калорий, а также повышен у долгоживущих карликовых мышей Эймса. 

## История
Саркозин был впервые выделен и назван немецким химиком Юстусом фон Либихом в 1847 году.
Синтезирован в 1862 году Иаковом Волардом 